# Sisakos sáska
A sisakos sáska (Acrida ungarica) a sáskafélék családjába tartozó, Dél-Európában és Kelet-Európában, valamint Törökországban honos sáskafaj.

## Megjelenése
A sisakos sáska testhossza a hím esetében 30-40 mm, a nőstény 50-55 mm. Nagy, jellegzetesen megnyúlt alkatú, gallyra emlékeztető faj. Alapszíne zöld, okkerbarna vagy szürkésbarna, viszonylag kevés rajzolattal. A nőstények általában kissé tarkábbak és elülső szárnyaik középmezejében kontrasztos sötét-világos mintázat látható. Ferdén felfelé álló feje megnyúlt (jóval hosszabb a torpajzsnál) és hegyes végű; a szemek a kiálló "sisak" alatt helyezkednek el. Csápjainak alsó része ellaposodik. Torpajzsán három gerinc húzódik végig. Hátsó lábának hosszú és vékony combja nyugalmi helyzetben feltűnően, ferdén kiáll. Jól fejlett, keskeny szárnyai jóval túlérnek a hátsó lábakon, sőt a potrohon is. A hímek szubgenitális lemeze kúposan megnyúlt és vége csúcsos. 
Nem ad ki hangot, csak repülés közben hallat halk zümmögést.

### Hasonló fajok
Jellegzetes külseje miatt más magyarországi fajjal nem téveszthető össze.

## Elterjedése
Dél-Európában és Kelet-Európában, valamint Törökországban honos. Mediterrán faj, Dél-Spanyolországtól Dél-Franciaországon, Olaszországon, a Balkánon át Dél-Ukrajnáig és Délnyugat-Oroszországig megtalálható. Elterjedésének északi határa Magyarországon van; korábban a Fertő-tó ausztriai szakaszán is előfordult, de onnan mára kipusztult. Magyarországon nem ritka, az Alföld nagy részén (Kiskunság, Hortobágy, a Nyírség homoktalajai), valamint a Dunántúl több pontján (Somogy, a Villányi-hegység déli oldala, Kisalföld) is él.

## Életmódja
Meleg, száraz, ritkás vegetációjú homoki gyepek, sztyeppék, homokdűnék lakója. Előfordulhat zavart élőhelyeken, parlagokon, száraz legelőkön, felhagyott kőbányákban is. Hőigényes, gyakran a napsütötte talajhoz lapulva veszi át annak melegét. Ha megzavarják 5-20 méteres vitorlázó repüléssel menekül.  
A nőstények a talajba rakják a petéiket, amelyek áttelelnek. Fejlődéséhez sok melegre van szükség, így a Kárpát-medencében csak júniusban kelnek ki a lárvák, amelyek július-augusztusra fejlődnek imágóvá. Kifejlett egyedei októberre elpusztulnak.   

## Természetvédelmi helyzete
Magyarországon védett, természetvédelmi értéke 50 000 Ft. A Természetvédelmi Világszövetség Vörös listáján nagy elterjedései területe, gyakorisága és stabil létszáma miatt nem fenyegetett státusszal szerepel. Magyarországon az egymást követő melegebb években elszaporodik (mint az 1940-es, 50-es években, illetve 90-es évek közepén), de a csapadékos nyarak után (pl. a 60-as években) száma jelentősen visszaeshet és több élőhelyéről teljesen eltűnt. Mivel élőhelyére csak közepesen igényes és jó röpképessége miatt könnyen vándorol, kipusztulásától nem kell tartani. Az éghajlat melegedésével várhatóan gyakoribbá válik és északabbra tolhatja elterjedésének határát. 

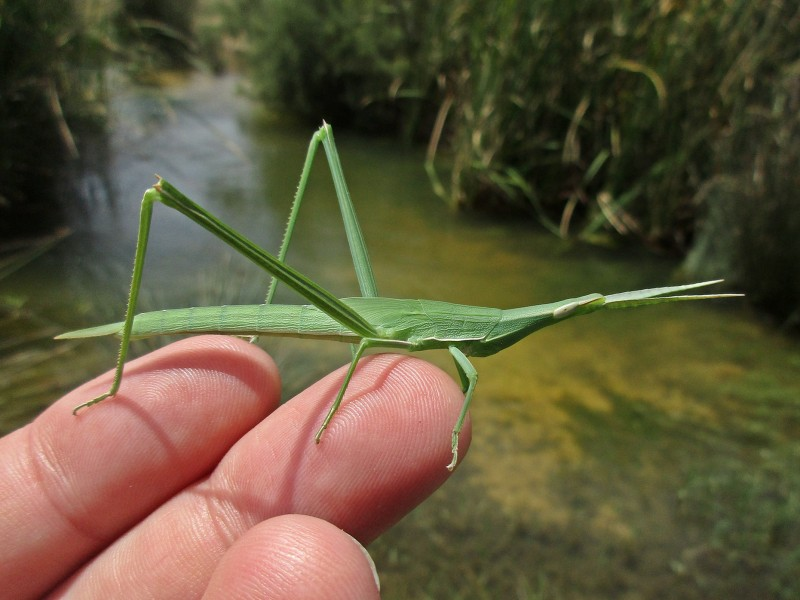
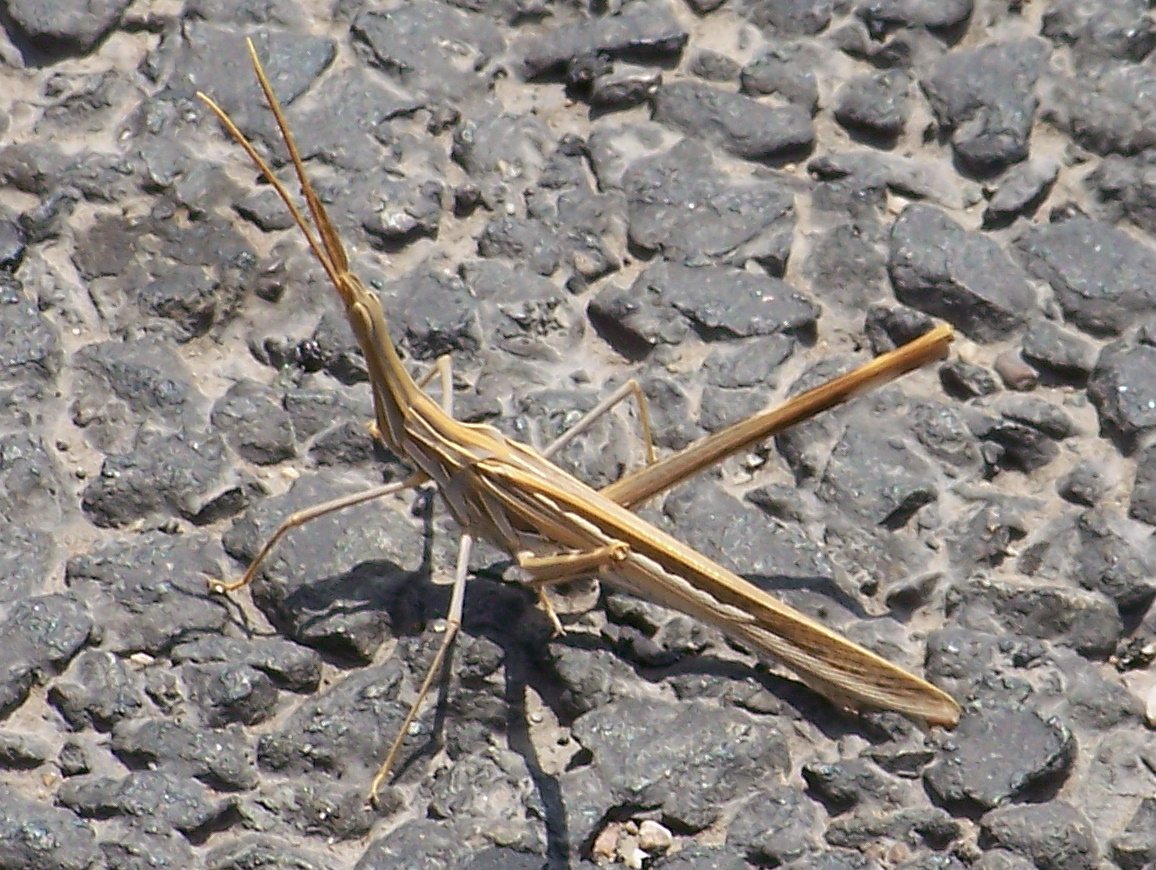
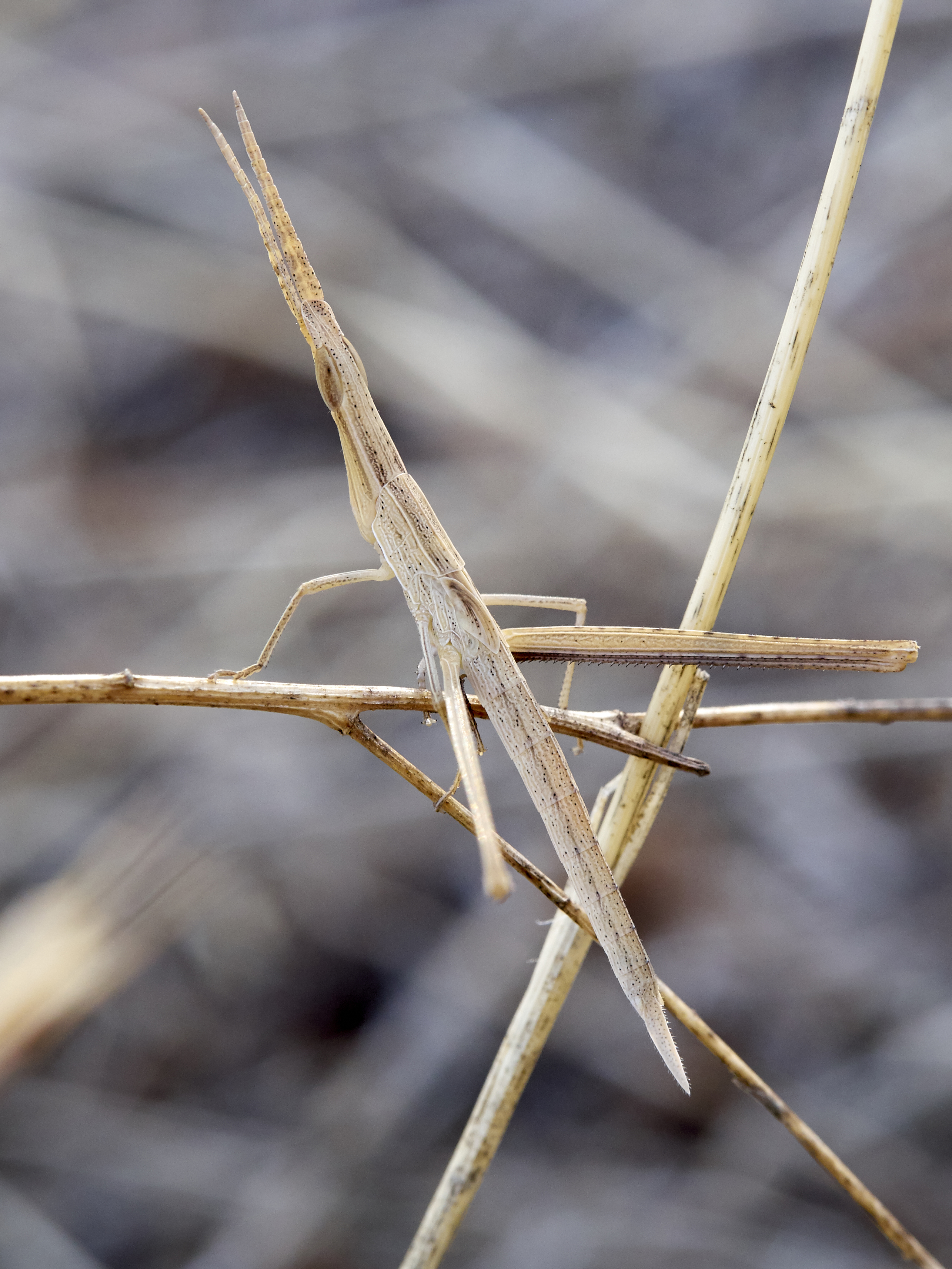
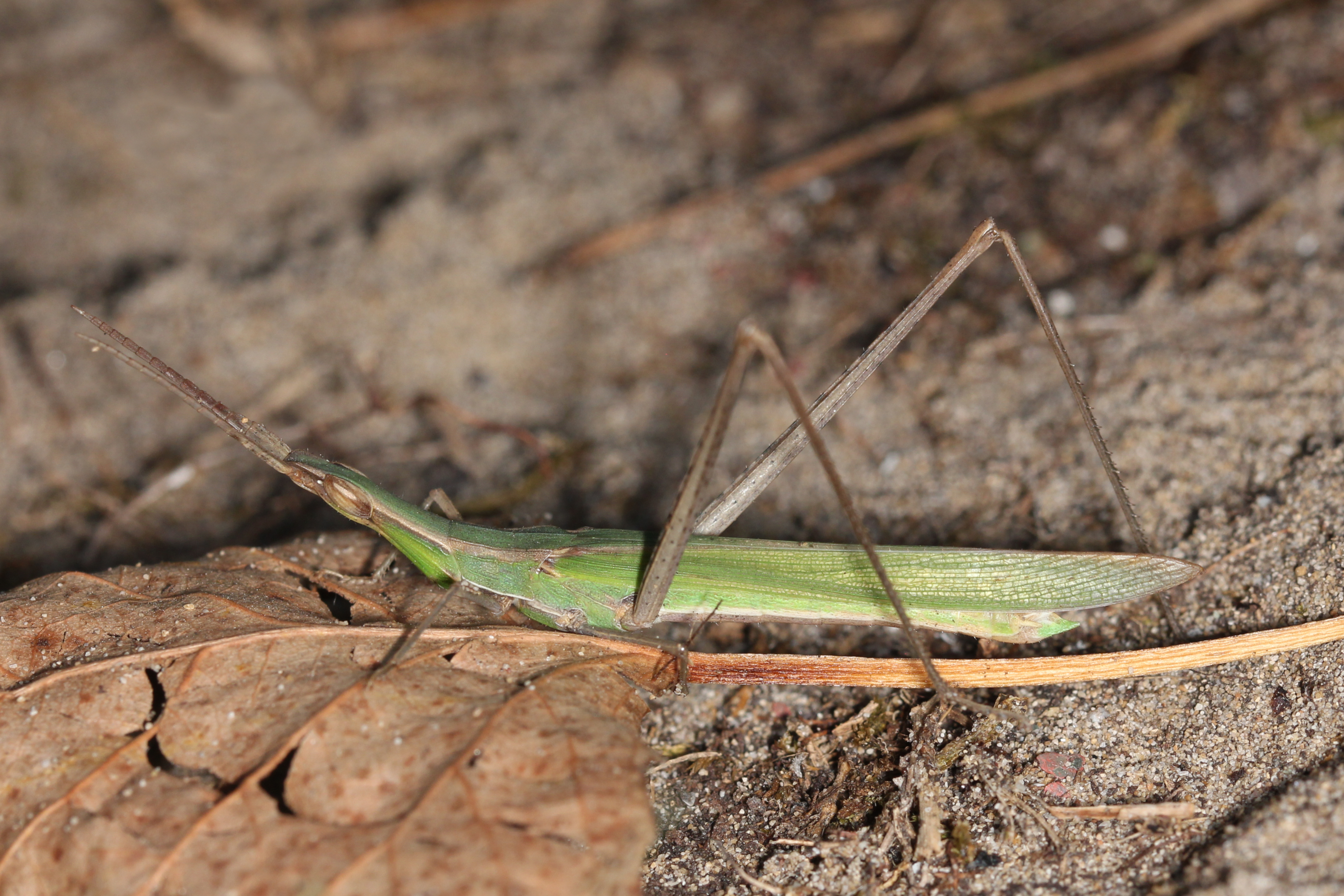
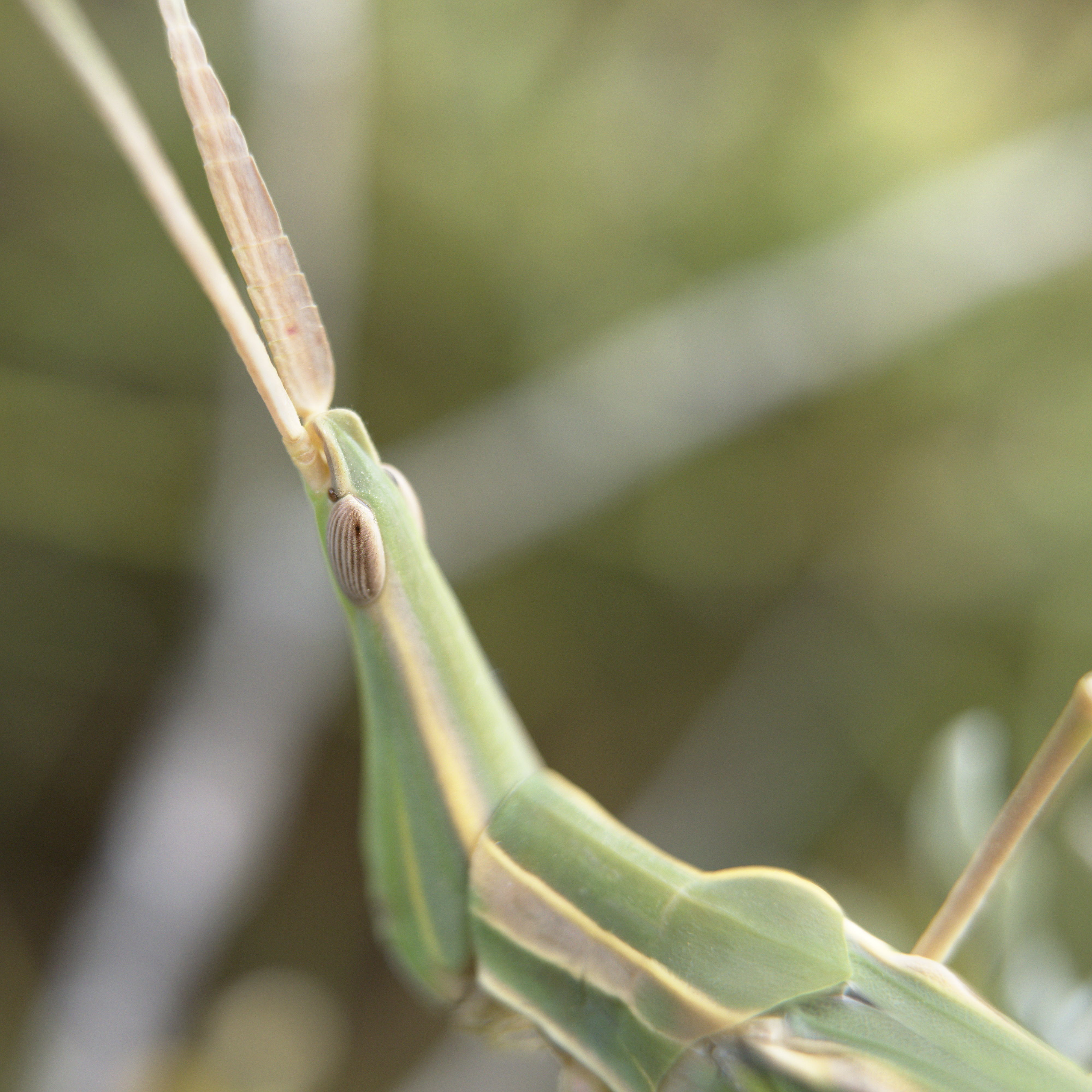